# 血栓性静脈炎
血栓性静脈炎（けっせんせいじょうみゃくえん、英語: thrombophlebitis）とは、血液凝塊が原因となって静脈の血管が詰まり、静脈とその周囲の皮膚が炎症を起こす病気である。血管中にできた血栓が肺や心臓に詰ると重大な事態になる場合もあるため、循環器内科や心臓血管外科の専門医による診断と治療を受けることが望ましい。
深部の静脈に血栓ができる病気は、静脈血栓塞栓症と呼ばれ、該当項目を参照のこと。

## 症状
- 静脈の上の圧痛
- 患部に痛みを感じる
- 皮膚の発赤、黒ずみ、炎症など

## 治療法
- 感染症など原因がある場合は、原疾患の治療も並行して行う。
- 抗凝固剤や血栓溶解剤を投与して血液凝塊が出来るのを防ぐ。
- 痛みがある場合には対症療法として炎症鎮痛剤などを投与する。
- 症状が酷い場合のみ外科的手術による血液凝塊の除去、静脈の抜去、バイパス形成を行う。

## 鑑別診断
なお、血栓が出来やすい病気に抗リン脂質抗体症候群やベーチェット病などが隠れている場合があるため注意が必要である。